# Partitur

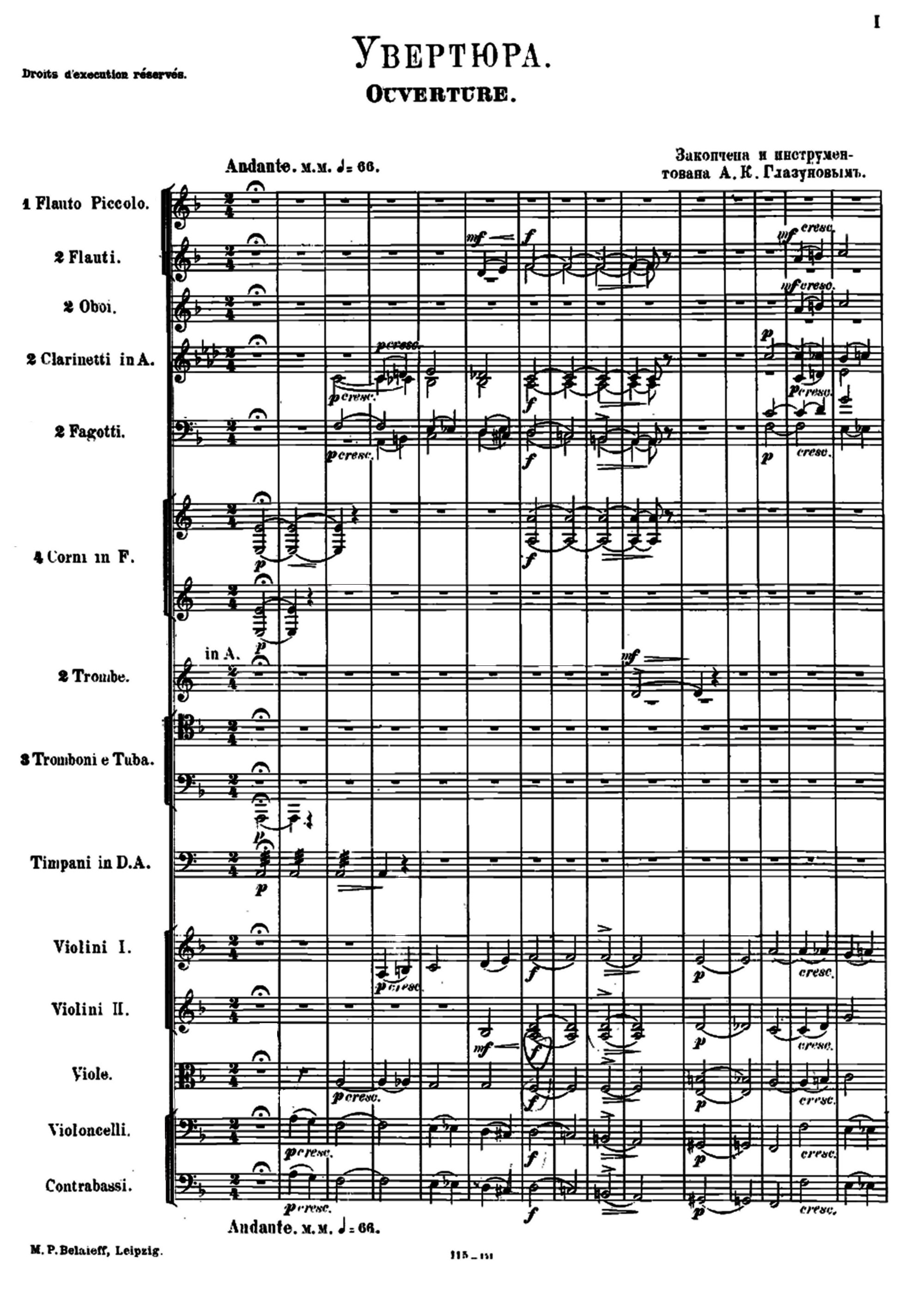
Erste Partiturseite der Ouvertüre zur Oper Fürst Igor. Instrumentengruppen sind durch Akkoladenklammern zusammengefasst; auch pausierende Instrumente wie Piccoloflöte oder Posaunen werden notiert.

Eine Partitur (italienisch partitura ‚Einteilung‘; französisch partition (d’orchestre); englisch score) ist eine Aufzeichnung mehrstimmiger Musik in Notenschrift, bei der die einzelnen Stimmen übereinander angeordnet und mit senkrecht durchlaufenden Taktstrichen verbunden sind. In der Partitur sind somit alle Instrumental- und Vokalstimmen einer Komposition oder Bearbeitung erfasst. Dadurch können der Verlauf der Einzelstimmen, ihre Koordination und die Zusammenklänge abgelesen werden – insbesondere kann der Dirigent das musikalische Geschehen auf einen Blick überschauen. Die Partitur enthält auch Hinweise zur Aufführung wie Tempo, Dynamik und Spielanweisungen. Sie entsteht bei der Niederschrift der Komposition oder eines Arrangements und dient der Aufführung und dem Studium. Heute hat die Partitur zentrale Bedeutung für das Komponieren, Überliefern und Aufführen mehrstimmiger Musik. In der Zeit vor 1600 waren noch andere Aufzeichnungsweisen vorherrschend und auch danach war die Partitur für Aufführungen bis um 1800 allgemein noch nicht gebräuchlich.

## Anordnung
Chorpartituren sind von oben nach unten nach dem Schema Sopran, Alt, Tenor, Bass angeordnet, gegebenenfalls folgt darunter eine weitere solche Anordnung für einen zweiten Chor.
Für die Anordnung der Stimmen eines Orchesters in der Orchesterpartitur hatten sich viele Varianten herausgebildet. Etwa seit Carl Maria von Weber – um 1810 – setzte sich das Prinzip durch, Instrumente gleicher Gattung in Gruppen zusammenzufassen, und zwar in der Reihenfolge (von oben nach unten): Holzblasinstrumente, Blechblas- und Schlaginstrumente, Streichorchester.
- Holzbläser
  - Flöten (Fl)
  - Oboen (Ob)
  - Klarinetten (Kl, ital. Cl.)
  - Fagotte (Fg)
- Blechbläser
  - Hörner (Hrn, ital. Cor)
  - Trompeten (Trp, ital. Tbe)
  - Posaunen (Pos, ital. Trb)
  - Tuba (Tba)
- Schlaginstrumente
  - mit bestimmter Tonhöhe: (Pauken, Glockenspiel, Xylophon, Crotales usw.)
  - mit unbestimmter Tonhöhe: (Trommeln, Becken, Triangel usw.)
- Harfe (Hrf, ital. Arpa), Klavier (Klav, ital. Pfte), Celesta
- Solisten
- Chor
- Streicher
  - Violine (Vl) – fast immer geteilt in erste und zweite
  - Bratsche (ital. Va)
  - Violoncello (Vc)
  - Kontrabass (Kb, ital. Cb)

In Partituren der Kirchenmusik steht der Chor (falls vorhanden) oft zwischen den Streichern (Violinen, Violen) und dem Continuo (Orgel, Celli, Fagotte, Kontrabass).
Anmerkung: Da Italienisch als internationale Musiksprache gilt, werden die Instrumentalbezeichnungen bzw. Abkürzungen oft in italienischer Sprache angegeben. Im Jazz und auch in der Blasmusik (Concert Band) hat sich aber inzwischen das Englische fest etabliert.
Die Tonnamen sind auch bei italienischen Instrumentennamen meist deutsch, wie etwa Corno in Es oder Trombe in B, jedoch wurden auch englische Tonnamen wie bei Edward Elgar verwendet (Clarinetto in Bb). Die originalen italienischen Namen finden sich bei italienischen Komponisten und alternativ in vielen wissenschaftlichen Gesamtausgaben etwa so: Corni in Fa / F.
Das Italienische wurde im 19. Jahrhundert immer mehr durch deutsche, französische und englische Bezeichnungen ersetzt. Brahms und Wagner zum Beispiel verwendeten fast nur deutsche Begriffe und Instrumentennamen. Bruckner jedoch blieb als einziger deutscher Komponist stets den traditionellen, italienischen Begriffen treu. Auch die österreichische Militärmusik verwendete stets italienische Namen, mit Ausnahme der Sonderinstrumente wie Flügelhorn, Bass-Flügelhorn (Tenorhorn) und Euphonium.
Komponisten aus den skandinavischen Ländern, aus Russland und den slawischen Teilen der Donaumonarchie verwendeten bevorzugt die etablierten italienischen Bezeichnungen, die überall verstanden wurden. In den Orchesterstimmen der Wagner’schen Opern wurden vom Originalverleger Schott/Mainz von Anfang an italienische Übersetzungen in Klammern zusätzlich angebracht.

### Der italienische Opern-Sonderweg
In Italien war bis zum frühen Giacomo Puccini eine eigenständige Anordnung die Regel. Diese gliederte mehr nach Registern als nach Familien. Sie war für Opernpartituren, die mit vielen col-Kürzeln arbeiten, sehr praktikabel. Auch Franz von Suppè behielt diese Anordnung zeitlebens bei. Die italienische Anordnung gestaltet sich wie folgt: Violinen und Violen oben, dann Flöten, Oboen, Klarinetten. Hörner Trompeten, Fagotte, Posaunen, Pauken, Schlagwerk, Violoncelli und Kontrabässe. Auch in der Wiener Klassik war diese Anordnung beliebt, Franz Schubert und Ludwig von Beethoven verwendeten sie, frühe Partituren von Anton Bruckner (Siehe Kitzlersches Skizzenbuch) sind so notiert. Bereits die meisten zeitgenössische Drucke haben diese Anordnung nach heutigen Gepflogenheiten abgeändert; andere behielten sie bei. (Reprints der Franz-von-Suppè-Ouvertüren sind teilweise noch so notiert, was heutige Dirigenten verwirren kann.)

### Die sogenannten Faulenzer und diecol-Kürzel
In aller Regel haben und hatten Komponisten wenig Zeit, um ihre Werke zu schaffen. So bürgerte es sich ein, Stimmen, die in anderen, verwandten Instrumenten verdoppelt werden, nur durch die Bezeichnung col (übersetzt: mit) anzuzeigen. Etwa so: Violoncelli col Basso; oder Flauti col Violino. Bei transponierenden Instrumenten hing es vom Geschick und der Erfahrung des Kopisten ab, ob sie verwendet werden konnten (Clarinetti col Viole). Meist stand dort eine Schlangenlinie oder es standen doppelte Schrägstriche mit der entsprechenden Anmerkung über dem jeweiligen Takt. Besonders in der Big-Band-Musik sind auch Pfeile üblich. Spielen dort alle Instrumente, z. B. die Posaunen, einen Part, so wird nur die erste Stimme notiert, bis zum System der vierten Stimmen werden Pfeile angebracht (Siehe zum Beispiel Henry Mancinis Sound and Scores).
Sehr viel Zeit sparen die sogenannten Faulenzer, wenn es sich um immer gleiche rhythmische Figuren, besonders im Schlagwerk, handelt. Dabei gibt es eintaktige (·/·), zweitaktige (·//·) und auch viertaktige Kürzel. Wegen der besseren Übersicht behält man sie auch in gedruckten Partituren meist bei.
Die col-Kürzel werden aber fast immer ausgeführt; besonders in älteren Partituren aus Italien und Frankreich finden sie sich gelegentlich, so zum Beispiel im Erstdruck der Oper Carmen von Georges Bizet.

### Besetzungsangaben
Einer Partitur wird meist zusätzlich die genaue Besetzung des Werks vorangestellt. Diese kann, wie es in Katalogen oder Werkverzeichnissen geschieht, auch mit einem Schlüssel abgekürzt werden, die die Kenntnis des Partitur-Schemas voraussetzt. So bedeutet 3333/4321/Pk/-/Str:
- je 3 Holzbläser
- 4 Hörner
- 3 Trompeten
- 2 Posaunen
- eine Tuba
- Pauken
- eine Harfe
- Streicher

Die Stimmen werden auf eigenen Systemen geschrieben. Die drei großen Gruppen des Orchesters (Holzbläser, Blechbläser, Streicher) werden untereinander notiert und durch eine eckige Klammer am Zeilenanfang zusammengefasst. Verschiedene Typen oder Lagen eines Instruments (beispielsweise Oboe und Englischhorn, Fagott und Kontrafagott) sind durch eine geschweifte Akkoladenklammer verbunden. Soloinstrumente, Gesangs-Solostimmen oder Chor werden über den Streichern notiert, in älteren Partituren auch zwischen Bratschen und Celli. Diese Notationsweise stammt aus der Praxis des Secco-Rezitativs, bei dem der Cembalist des Continuo oft die Leitung des Ensembles übernahm.
Innerhalb der drei großen Gruppen (Holzbläser, Blechbläser, Streicher) sind die Instrumente nach Stimmlage von hoch nach tief angeordnet. Die einzige Ausnahme bilden die Hörner, die eigentlich zwischen Trompeten und Posaunen klingen. Aufgrund ihrer klanglichen Nähe zum Holzbläsersatz einerseits und der häufigen rhythmischen Kopplung von „hartem“ Blech (Trompeten und Posaunen) mit Pauken und Schlagzeug andererseits bietet sich diese Platzierung an.
Instrumente, die nicht zum Stamm des klassischen Sinfonieorchesters gehören, werden ihrer jeweiligen Gruppe zugeordnet und nach Stimmlage einsortiert. So werden zum Beispiel Saxophone bei den Holzbläsern unterhalb der Klarinetten notiert, da sie wie diese durch ein einfaches Rohrblatt angeblasen werden.
Einige Komponisten variieren die Anordnung der Instrumente stellenweise, je nach Instrumentation der entsprechenden Passage, etwa in der Tristan-Partitur von Wagner, wo die Hörner oft zwischen Klarinetten und Fagotten stehen. Die Bassklarinette schreibt er oft bei den Fagotten und auch sonst handhabt er die Partituranordnung sehr frei. Je nach ihrer Funktion wechseln auch die Trompeten ihren Platz und stehen sogar unterhalb der hohen Holzbläser. Ebenso hat Max Reger die Trompeten konsequent über den Hörnern notiert, was sich auch stets bei Sergei Prokofjew findet. Auch manche Partituren von Dmitri Schostakowitsch sind so notiert. Pjotr Tschaikowski notierte das Englischhorn stets über den Fagotten, die Wagnertuben haben keinen festen Platz in den Partituren. Mal stehen sie bei den Hörnern, mal oberhalb der Basstuba.
Nach 1900 beginnt man über Vereinfachungen der Partituren nachzudenken. Man vermeidet die zunehmend ungebräuchlich gewordenen Notationen der Hörner und Trompeten (z. B. Horn und Trompete in E) und notiert meist Hörner in F und die Trompeten in C oder B. Auch wird der Altschlüssel bei den hohen Posaunen – außer bei russischen Komponisten – immer seltener verwendet; man bevorzugt den Tenorschlüssel; oder vermeidet sogar diesen und notiert fast nur noch im hoch geführten Bass-Schlüssel. Sogar der Tenorschlüssel der Violoncelli wird bei Reger – auch teilweise bei Rimski-Korsakow vermieden und nur noch im Bass- und Violinschlüssel (loco) notiert. Der oktavierte Violinschlüssel der Wiener Klassik, den noch Antonín Dvořák und Anton Bruckner gerne verwendet hatten, wird nicht mehr verwendet.
Obwohl es immer noch die Regel im Sinfonieorchester ist, die Hörner und Trompeten ohne Tonartvorzeichnungen zu notieren, sind bei Edward Elgar und dann später bei Benjamin Britten auch in diesen Instrumenten bisweilen Tonartvorzeichen zu sehen. Anton Bruckner hat diese der Militär- und Unterhaltungsmusik entlehnte Schreibweise fast immer angewandt.
Die immer komplizierteren Harmonien machen es zusehends sinnvoll, Partituren nur noch klingend, d. h. in C zu notieren. Pioniere der C-Partitur sind u. a. Sergei Prokofjew, Felix Weingartner, Arnold Schönberg, Arthur Honegger und Alban Berg. Bei Hans Werner Henze ist sie bereits die Regel. Schwierigkeiten macht nur die Notation der Hörner, die weder im Bass-Schlüssel, noch im Violinschlüssel gut wiederzugeben sind. Auch sollte beachtet werden, dass die in Oktaven transponierenden Instrumente (z. B. Kontrabass, Piccoloflöte, Kontrafagott, Celesta, Glockenspiel) als einzige auch in C-Partituren nicht-klingend notiert werden, da oktavierende Transponierungen leicht ausgelesen werden können. Der oktavierte Violinschlüssel, den Weingartner für die Hörner verwendete, hat sich kaum durchgesetzt und man muss mit vielen Schlüsselwechseln leben. Manche Komponisten (u. a. Strawinsky, Kubelík) behielten daher in C-Partituren die F-Stimmung der Hörner bei.
Das hat aber zur Folge, dass die Stimmen transponiert werden müssen, was in früher Zeit einen nicht unerheblichen Mehraufwand für den Kopisten bedeutet, heute aber in Musiknotationssoftware mit wenigen Klicks bewerkstelligt werden kann. Dennoch werden in einigen Genres der heutigen, kommerziellen Musik (z. B. Filmmusik) aufgrund ihrer besseren Lesbarkeit fast ausschließlich C-Partituren verwendet. C-Partituren (engl. C-Score) werden häufig im englischen auch Concert Score oder non-transposing Score bzw. im Deutschen nicht-transponierende Partitur genannt. In diesen Partituren sind dann alle Instrumente, bis auf jene, die oktavtransponierend sind (z. B. Piccolo, Kontrabass oder Kontrafagott – diese Instrumente können ohnehin relativ leicht gelesen werden), klingend notiert.
Die Partitur hält neben dem Notentext auch sämtliche Anweisungen wie Tempo, Artikulation, Spieltechnik und Ausdruck fest.

## Orchesterstimmen
Lange Zeit war es üblich, die Stimmen immer so zu drucken, wie sie in der Partitur geschrieben waren. Nur Wechsel der Schlüssel, die in der Partitur aus Platzgründen unumgänglich gewesen waren, wurden oft vermieden. Es war für Orchestermusiker fast eine Art Ehrenkodex, die Trompeten- und Hornstimmen und bei Bedarf auch die Klarinettenstimmen (meist die C-Klarinette) prima vista zu transponieren. Dann setzten sich im angelsächsischen Bereich immer mehr transponierte Stimmen durch; d. h. die Hörner wurden nach F umgeschrieben, die Trompeten nach B oder C, die Klarinetten nach B und die Posaunen einheitlich im Anhang im Bass-Schlüssel notiert. Diese Zusatzstimmen werden im Anhang angeboten. (Breitkopf & Härtel hat die Reprints in den U.S.A. so gestaltet.)
Eigenartigerweise haben Musiker, die immer ihre Stimme transponierten, mit diesen vereinfachten Notationen oft Probleme, weil sie das Transponieren fast schon automatisch machen. Andere sind aufgrund der Arbeitserleichterung froh, denn es gibt Transpositionen, die dermaßen selten sind, dass ihnen die Übung darin fehlt. (Brahms, 2. Sinfonie Horn in H)

## Druckbild

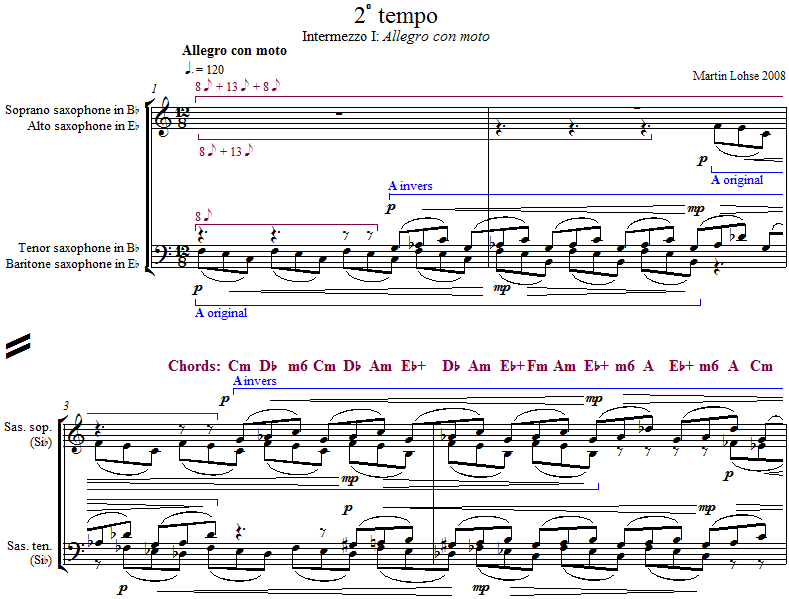
Zwei Schrägstriche markieren den Wechsel der Akkoladen.

Für das Druckbild von Partituren über den musikalischen Verlauf hinweg gibt es zwei grundsätzliche Möglichkeiten. Bei Werken mit kleinerer Besetzung werden oft alle Instrumente über den gesamten Verlauf des Musikstücks hinweg in einem eigenen Notensystem dargestellt, auch wenn Instrumente über einen längeren Zeitraum pausieren. So ergibt sich ein sehr einheitliches, leicht zu überschauendes Druckbild.
Bei Werken mit größerer Orchesterbesetzung werden dagegen in der Regel aus Platzgründen nur die tatsächlich jeweils spielenden Instrumente notiert. Die Anzahl der Notensysteme je Akkolade ist dann variabel, so dass auf manchen Partiturseiten nur eine Akkolade, auf anderen zwei oder mehr Akkoladen Platz haben. Der Wechsel zu einer neuen Akkolade wird durch zwei Schrägstriche markiert. Auf der ersten Partiturseite eines Musikstücks bzw. Satzes werden oft, aber nicht immer, sämtliche vorkommende Instrumente notiert. Wenn auf der ersten Partiturseite auch Stimmen stehen, für die nur Pausen notiert sind, so gibt diese Seite mit großer Wahrscheinlichkeit die gesamte Besetzung wieder. Wenn ein Instrumentalist allerdings im Laufe des Stückes sein Instrument wechseln soll, z. B. ein Flötist zeitweise auch die Piccoloflöte spielen soll, so geht dies an dieser Stelle nicht aus dem Partiturbeginn hervor, sondern wird erst notiert, wenn der Wechsel eintritt.
Um in Partituren Platz zu sparen, werden in der Regel auch zwei (oder mehr) gleichartige Instrumentenstimmen (z. B. zwei Flöten, zwei Trompeten) in einem Notensystem zusammengefasst. Der Verlauf der einzelnen Stimmen kann dabei verdeutlicht werden, indem die Noten durch nach oben bzw. nach unten weisende Notenhälse jeweils einem Instrument zugeordnet werden. Sollen beide Instrumente dasselbe spielen, so wird dies durch die Anweisung a 2 vorgeschrieben oder die Noten erhalten sowohl einen nach oben wie auch einen nach unten zeigenden Hals.

## Partiturtypen
Unterschieden werden

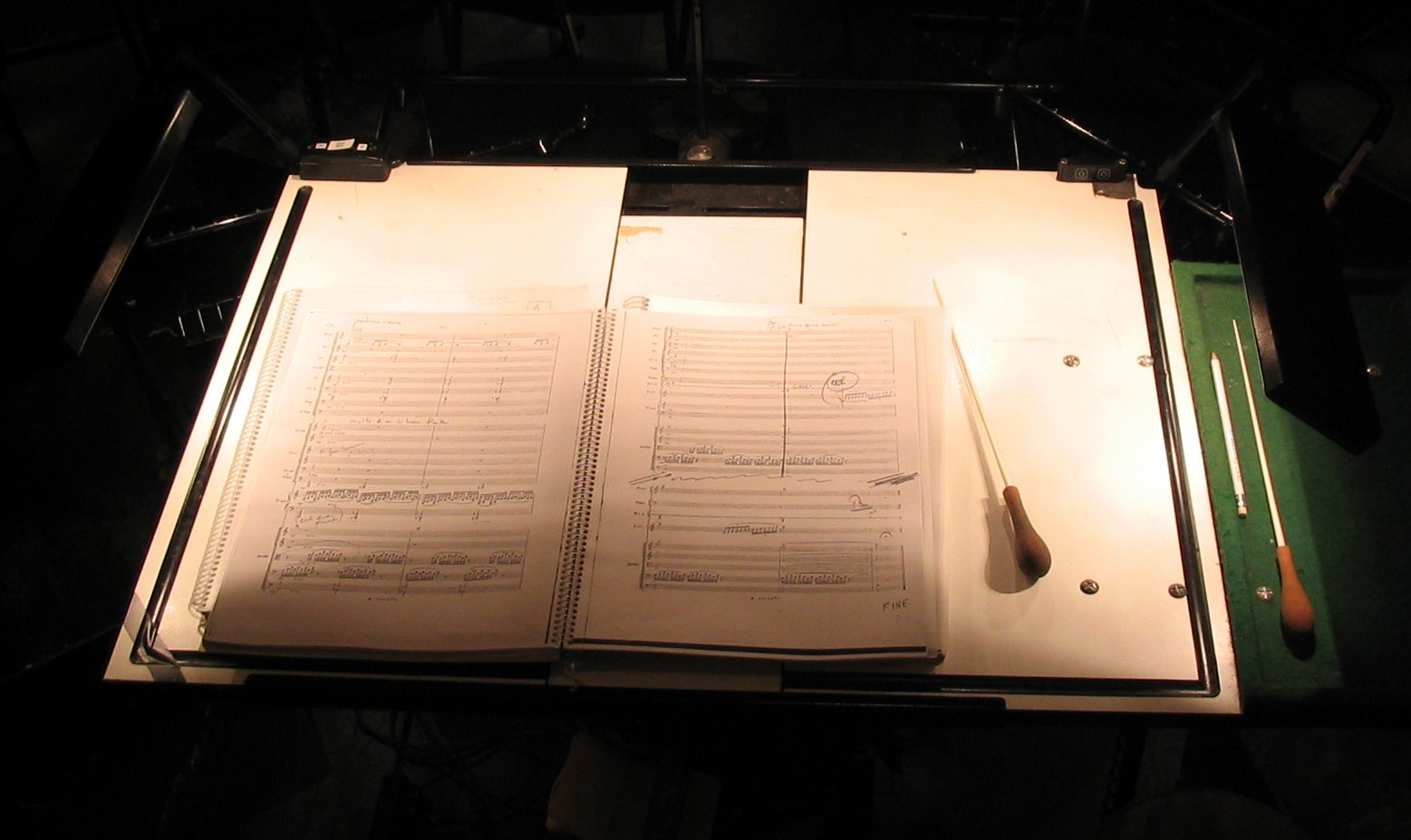
Dirigentenpult mit Dirigierpartitur und Taktstöcken

- die Dirigierpartitur in Großformat (gelegentlich zum schnelleren Blättern als Ringbuch gebunden), die dem Dirigenten zur Aufführung des Werks dient,
- die Studienpartitur (analog zum Taschenbuch auch Taschenpartitur genannt) im Buchformat zum Lesen und Studieren einer Komposition,
- das Particell, das den Inhalt der Partitur in wenigen Notensystemen zusammenfasst, oft von Komponisten als Vorstufe der voll ausgearbeiteten Partitur erstellt,
- die Hörpartitur (oder Lesepartitur), eine vereinfachte, oft grafisch speziell ausgestattete Form, die dem Ungeübten das Begreifen erleichtert,
- die Chorpartitur, die bei Chorwerken mit Orchester die Stimmen des Chores (SATB) in Partituranordnung enthält, aber keine weiteren Instrumental- oder Solistenstimmen (demgegenüber spricht man beim Notenmaterial für reine Chorwerke a cappella meist einfach von Partitur),
- der Klavierauszug, der die Stimmen eines Orchesterwerks auf den zweihändigen Klaviersatz reduziert, sowie bei Bühnen- oder chorsinfonischen Werken die vollständigen Vokalstimmen (Solisten und Chor) enthält und in erster Linie der Probenarbeit dient.

### Gemeinfreie Partituren
- Partitur-Kategorie des Project Gutenberg
- IMSLP – International Music Score Library Project
- Archiv wissenschaftlicher Ausgaben für Barock-Kammermusik
- Süddeutsche Kirchenmusik des 19. Jahrhunderts
- Archiv der Kreuznacher-Diakonie-Kantorei
- mutopiaproject.org – Mutopia-Projekt
- Die handschriftlichen Opernpartituren des 18. Jahrhunderts der Bayerischen Staatsbibliothek